# Merimosze

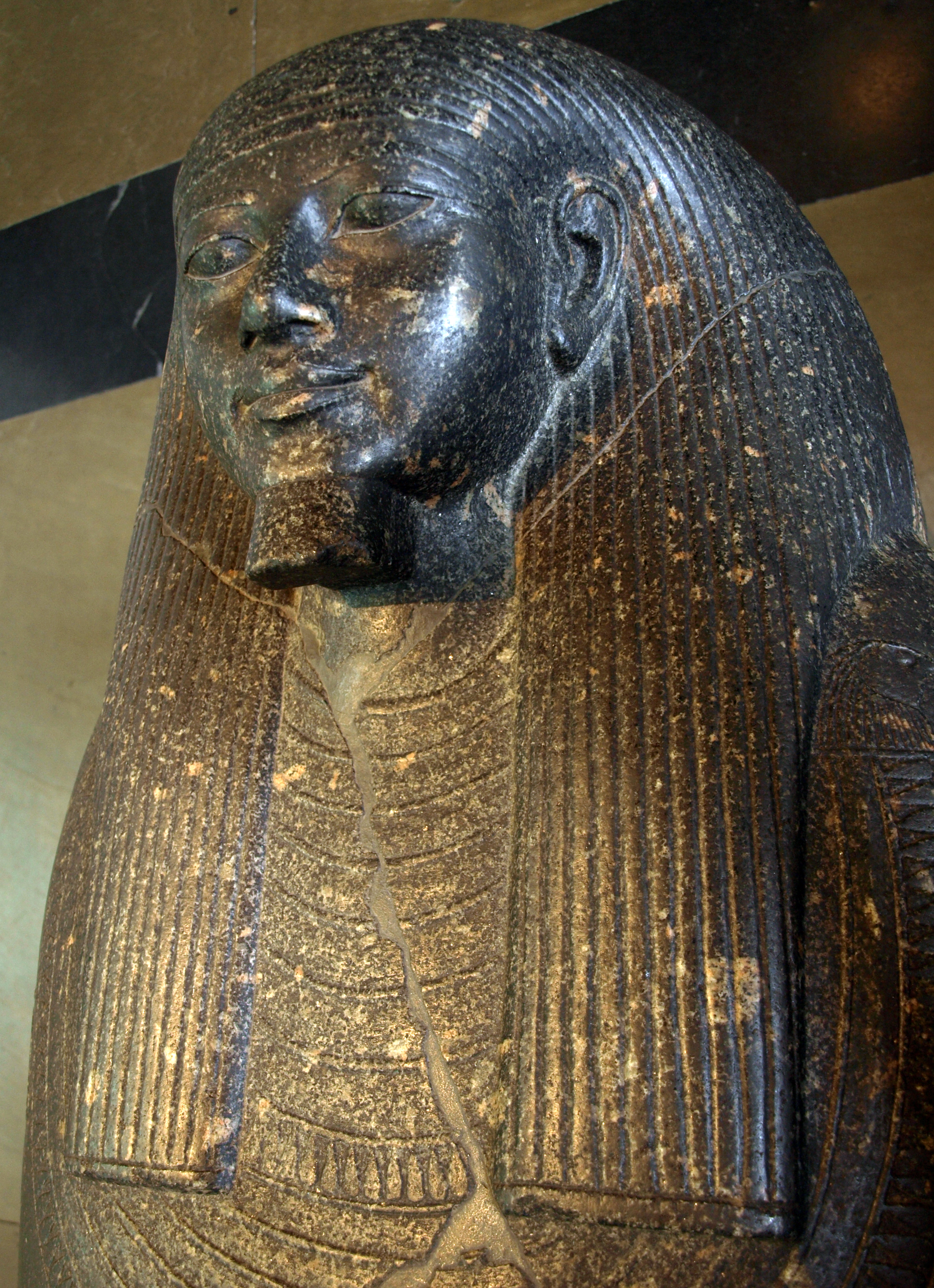
Merimosze belső szarkofágja (British Museum, EA 1001)

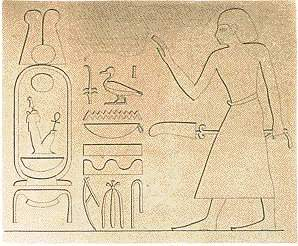
Merimosze konosszói sztéléje (Lepsius rajza)

Merimosze ókori egyiptomi tisztségviselő volt, Kús alkirálya a XVIII. dinasztia idején. III. Amenhotep csaknem négy évtizedes uralkodása alatt majdnem végig ő töltötte be ezt a pozíciót; másik alkirály nem ismert ebből az időszakból. Elődje Amenhotep, utóda Thotmesz alkirály volt. Címei: „Kús alkirálya”; „A déli földek felügyelője”; „Ámon arany földeinek felügyelője”; „Királyi írnok”; „A király írnokainak elöljárója”; „A kincstár felügyelője”, „A földművesek háznagya” (?).
Merimoszének számos említése maradt fenn. Egy szemnai sztélén említik III. Amenhotep egy núbiai hadjáratát, amelyet Merimosze vezetett; A sztélén dátum nem szerepel, de az uralkodó ötödik évéből ismert egy núbiai hadjárat, talán erről van szó. Lehetséges, hogy egy későbbi időpontban Merimosze egy Ibhet nevű vidék lakói ellen is vezetett hadjáratot, mert ellenálltak az egyiptomi uralomnak és talán támadást is intéztek egyiptomi érdekszférák ellen. A núbiaiak ellen indított támadása során 312 núbiait ölt meg és 740 foglyot ejtett. Merimosze számos más alsó-núbiai feliratról is ismert. Az uralkodó 30. évében, a szed-ünnep idején még betöltötte pozícióját.

## Merimoszéval kapcsolatban említett személyek
- Amenemopet, „az alkirály leveleinek írnoka”. Amenemopet a következő alkirály alatt is szolgált, Tutanhamon idejére pedig kúsi főhadsegéd lett.[5]
- Hui (vagy Huwy), „az alkirály leveleinek írnoka”. Lehetséges, hogy azonos a későbbi, azonos nevű alkirállyal, aki Tutanhamon alatt szolgált.[5]
- Nahtu, „az alkirály szolgája”.[2]
- Amenemwia, „Kús alkirálya, Merimosze saruhordozója”. Egy sztéléről ismert.[4]
- Penmiam, írnok, egy sztélén ábrázolják az ülő Merimosze előtt.[4]

## Sírja

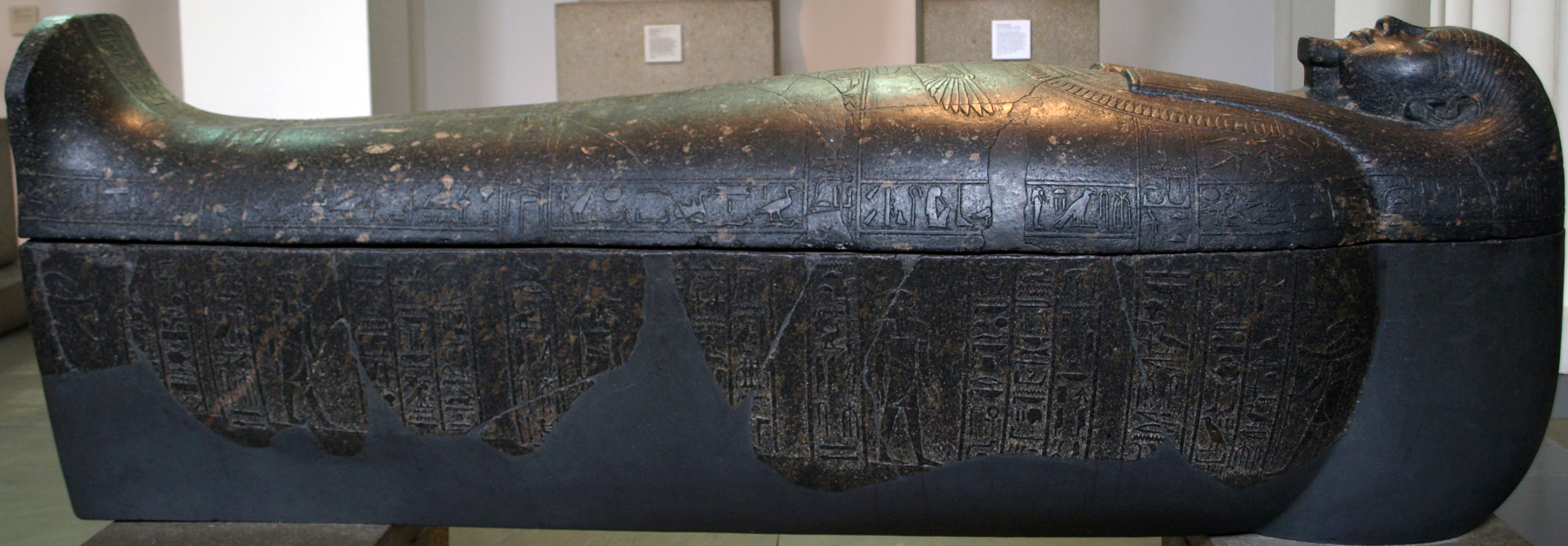
Merimosze szarkofágja

Merimosze sírja a thébai nekropoliszhoz tartozó Kurnet Muraiban található TT383. A modern korban gazdasági épületnek használták, a díszítésből csak kevés maradt meg. Az alkirályt három antropoid szarkofágba temették, a szarkofágok köve Felső-Egyiptomból vagy Kúsból érkezett. Darabjai ma több különböző múzeumban találhatóak (British Museum, Bostoni Szépművészeti Múzeum, Vassar College). A sírból előkerültek a kanópuszedények, egy szobor és úgynevezett sírkúpok is. Merimoszét a XXII. dinasztia idején, I. Sesonk uralkodása alatt újratemették a Deir el-Bahari-i rejtekhelyen, a sírrablók elleni védekezésül.

## Galéria

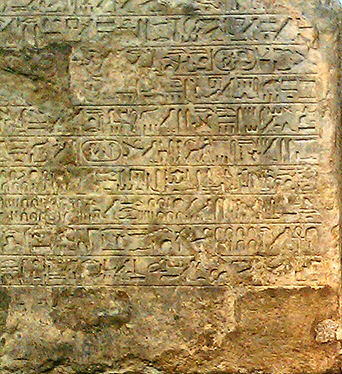
Merimosze szemnai sztéléje (részlet); British Museum, EA 657
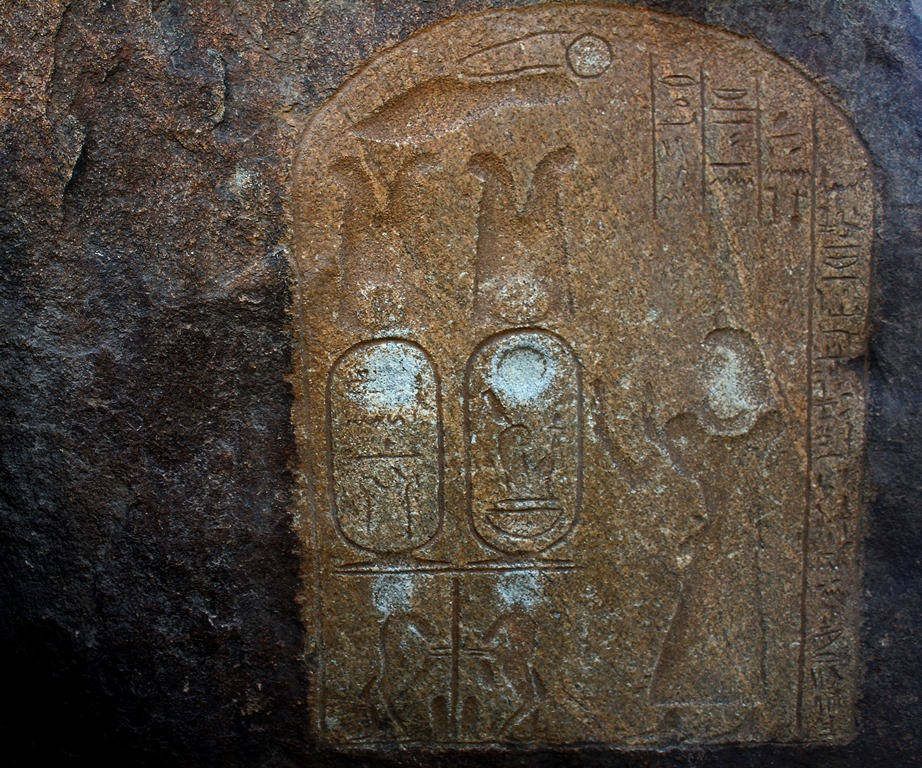
Tomboszi sztélé, melyen Merimosze III. Amenhotep kártusát imádja

## Fordítás
- Ez a szócikk részben vagy egészben  a   Merymose című angol Wikipédia-szócikk ezen változatának fordításán alapul.  Az eredeti cikk szerkesztőit annak laptörténete sorolja fel. Ez a jelzés csupán a megfogalmazás eredetét és a szerzői jogokat jelzi, nem szolgál a cikkben szereplő információk forrásmegjelöléseként.
- Ez a szócikk részben vagy egészben  a   Merimose című német Wikipédia-szócikk ezen változatának fordításán alapul.  Az eredeti cikk szerkesztőit annak laptörténete sorolja fel. Ez a jelzés csupán a megfogalmazás eredetét és a szerzői jogokat jelzi, nem szolgál a cikkben szereplő információk forrásmegjelöléseként.